# Hemirhagerrhis kelleri
Hemirhagerrhis kelleri är en ormart som beskrevs av Boettger 1893. Hemirhagerrhis kelleri ingår i släktet Hemirhagerrhis och familjen snokar. Inga underarter finns listade i Catalogue of Life.
Denna orm förekommer i Sydsudan, Etiopien, Somalia, Kenya och norra Tanzania. Honor lägger ägg.